# Oscar Tintel
Oscar Tomas Tintel Penña Neto (Salto, São Paulo, 26 de mayo de 1982) es un cantante, compositor de canciones,brasileño.

## Biografía
La música entró en su vida a los 10 años de edad, cuando formó parte de un grupo de pagoda llamado Representantes del Samba, donde, en todas las presentaciones, sus padres estaban siempre presentes. De allí para allá no se detuvo. Hizo parte de otros grupos de pagoda, como el Ousadia. Además, para ayudar en la renta familiar (y su propia) fue office boy, trabajó montando pallets y en una alfarería. Y, por un tiempo, él incluso encaró los campos de fútbol, pero luego la pelota fue sustituida por el micrófono.

## Carrera
En 2003 venció el talento show Popstars y pasó a integrar la boy band brasileña Br'oz hasta 2005, con el que lanzó dos álbumes de estudio, Br'oz (2003) y Segundo Acto (2004), Con menos de un año de camino que vendieron más de 550 mil copias del álbum de estreno y 40 mil ejemplares del primer DVD. "BR'OZ tuvo dos singles número uno en Brasil:" Prometida "y" Viene a mi vida ". En 2004, lanzaron el álbum Segundo Ato.
Después del fin del grupo, grabó algunas canciones en carrera solista, participó del grupo de pagoda Eterno Astral pero, luego fue llamado para participar del Grupo Disfraz. Desde 2013, sin embargo, Oscar sigue en carrera en solitario y se centró en trabajar detrás de los reflectores en la producción de otros artistas componiendo. Y en el caso de que no se conozcan, Oscar también actúa como productor musical, produciendo los grupos que formó parte y otros artistas como Marcelly y el propio Br'oz, junto con los integrantes de la banda y el músico Tiago Santana. El 11 de diciembre de 2018 grabó su primer DVD en solitario en la ciudad de Pelotas RS con participaciones especiales como: el humorista Nego Di, el cantante Gaab, Mr. Dan, André Marinho y Jhean Marcell que formaron parte del grupo BR'OZ.